# Siegmund Warburg
Sir Siegmund George Warburg (Seeburg, 30 settembre 1902 – Londra, 22 ottobre 1982) è stato un banchiere tedesco naturalizzato inglese, membro della celebre famiglia Warburg.

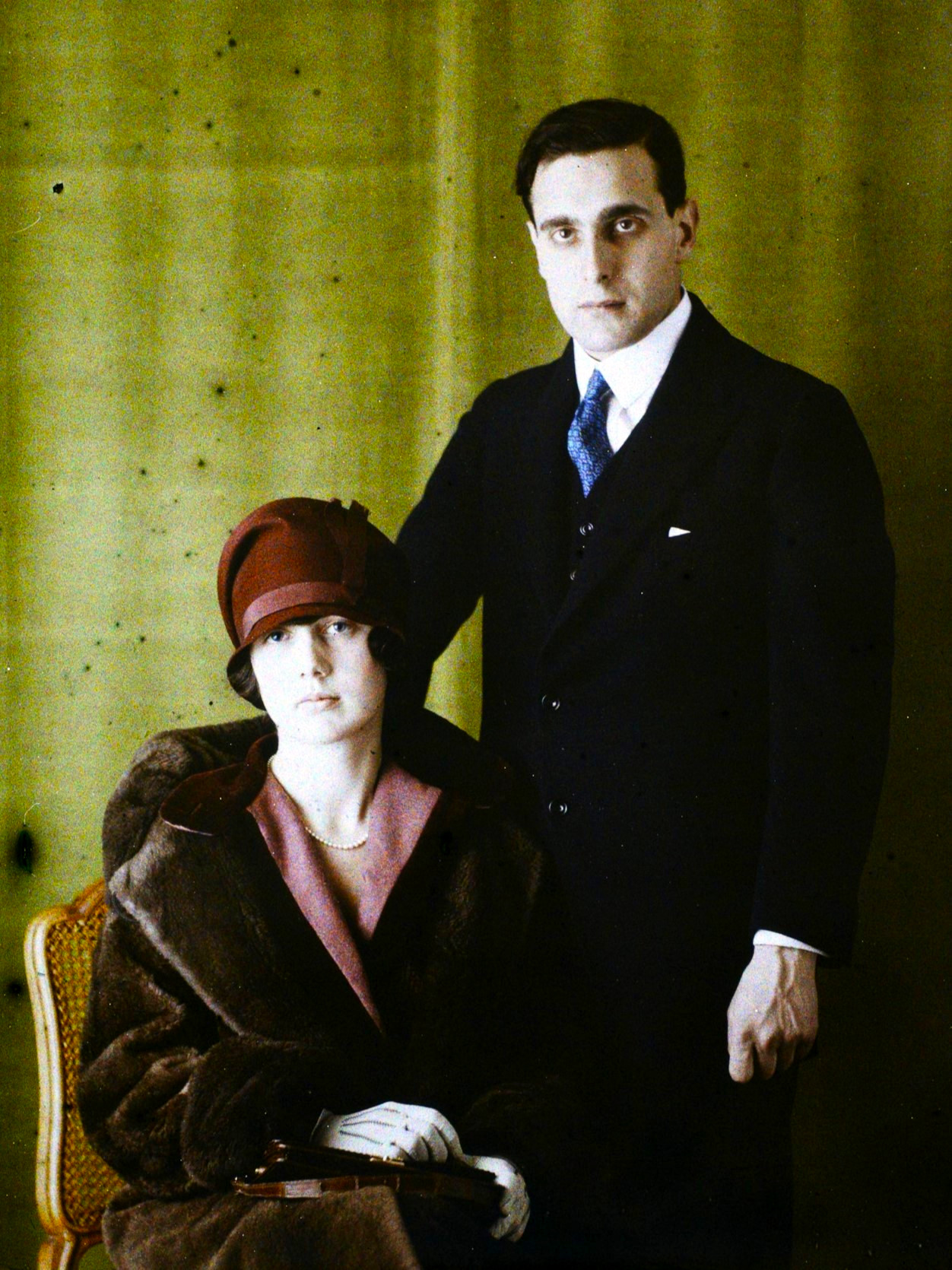
Siegmund Warburg e sua moglie Eva Maria (1926)

Svolse un ruolo di primo piano nello sviluppo del commercio bancario.

## Biografia
Siegmund Warburg nacque a Seeburg (oggi un distretto di Bad Urach)  vicino a Reutlingen come figlio unico di Georges Gabriel Siegmund Warburg (1871-1923) e Lucie Kaulla (1866-1955, detta Luz, sorella di Rudolf Kaulla). Suo padre gestiva il maniero di Uhenfels come fattoria modello per l'agricoltura. Siegmund Warburg frequentò dapprima il ginnasio di Reutlingen e poi si trasferì al seminario protestante dell'abbazia di Urach, dove ricevette un'educazione umanistica.
Nel 1923 suo padre morì e Lucie Warburg gestì la tenuta. Dopo la scuola, Siegmund Warburg fece un apprendistato bancario con suo zio Max Warburg ad Amburgo e continuò la sua formazione con Rothschild a Londra. Nel 1934, un anno dopo la "presa del potere" di Hitler, Warburg lasciò la Germania per sempre. Si trasferì a Londra e fondò la sua prima casa bancaria, la "New Trading Company", antesignana della S. G. Warburg & Co., che fu così rinominata nel 1946 insieme a Henry Grunfeld. Dopo il pogrom della Kristallnacht del 1938, anche Lucie Warburg emigrò a Londra, la tenuta di Uhenfels fu "arianizzata" dai nazisti e passò al comune di Trailfingen per 150.000 Reichsmark.
Siegmund Warburg si fece un nome nella vita imprenditoriale con idee non convenzionali. Nel 1963, ad esempio, effettuò la prima emissione di Eurobond. Negli anni '50 fu responsabile dell'acquisizione ostile della British Aluminium da parte della società statunitense Reynolds Metals. Dal 1953 al 1964 fu anche socio della banca d'investimento statunitense Kuhn, Loeb attraverso una holding per evitare le restrizioni del Glass-Steagall Act.
Si ribellò con veemenza contro l'approccio nepotistico di reclutamento di altre società londinesi. Favorì criteri di selezione come "carattere, pensiero indipendente, intelligenza, senso del dovere, competenza sociale (non background sociale), così come coraggio e buon senso", ma allo stesso tempo mise in guardia contro "l'arroganza, l'autocompiacimento, la negligenza, lo stile di scrittura scadente e la burocrazia".
Poco prima della sua morte nel 1982, Warburg, che fu nominato cavaliere come Knight Bachelor ("Sir") nel 1966, disse in una delle sue poche interviste: "Lo ripeto di nuovo: ogni giorno ho paura di entrare a far parte dell'establishment. Il successo porta rapidamente all'autocompiacimento e alla mediocrità".
Nel 1995 la S.G. Warburg Plc. fu rilevata dall'allora Società di Banca Svizzera (SBV). Cambiò il nome in "SBC Warburg - A Division of Swiss Bank Corporation" e fu integrata come divisione Investment Banking. Il nome «Warburg» venne inizialmente utilizzato dalla SBV e, dopo la fusione con l'ex Società di banche svizzere (SBG), da UBS come marchio per la divisione Investment Banking. Nel giugno 2003, il nome fu definitivamente abbandonato a favore di un'identità di marca uniforme per UBS.
Morì a Londra nel 1982, all'età di 80 anni.

## Vita privata
Era sposato con Eva Maria (nata Philipson). Ebbero un figlio e una figlia.